# Marouf Tchakei
Marouf Tchakei (ur. 15 grudnia 1995 w Bassar) – togijski piłkarz grający na pozycji ofensywnego pomocnika. Od 2023 roku jest zawodnikiem klubu Singida Big Stars FC.

## Kariera klubowa
Swoją piłkarską karierę Tchakei rozpoczął w klubie Gbikinti FC. W sezonie 2011/2012 zadebiutował w jego barwach w drugiej lidze togijskiej i grał w nim do 2018 roku. W 2018 został piłkarzem ASKO Kara. W sezonach 2019/2020 i 2020/2021 został z nim mistrzem Togo. W latach 2021–2023 występował w AS Vita Club z Demokratycznej Republiki Konga. W sezonie 2021/2022 wywalczył z nim wicemistrzostwo kraju. W 2023 roku został piłkarzem tanzańskiego Singida Big Stars FC.

## Kariera reprezentacyjna
W reprezentacji Togo Tchakei zadebiutował 28 lipca 2019 roku w zremisowanym 0:0 meczu Mistrzostw Narodów Afryki 2020 z Beninem, rozegranym w Porto-Novo.